# Henry Hansherd
Henry Hanshard (também Hansard) (falecido em 1446) foi um cónego de Windsor de 1444 a 1446.

## Carreira
Ele foi nomeado:
- Reitor de St Margaret, New Fish Street 1428-1436
- Reitor de St Mary Somerset, Londres até 1415
- Reitor de Clifton Keynes

Ele foi nomeado para a terceira bancada na Capela de São Jorge, Castelo de Windsor em 1444 e manteve a canonaria até 1446.